# Святое семейство со святой Елизаветой (картина Приматиччо)
«Святое семейство со Святой Елизаветой» — картина итальянского художника эпохи Возрождения Франческо Приматиччо из собрания Государственного Эрмитажа, написана в 1541—1543 годах.
Картина изображает семейную сцену: Мадонна с Младенцем играют с Иоанном Крестителем, за ними наречённый муж Святой Марии Святой Иосиф и мать Иоанна Святая Елизавета. Колоннада на заднем плане в произвольной форме воспроизводит римский амфитеатр в Ниме, который Приматиччо видел во время своего пребывания во Франции. Эту же колоннаду он впоследствии изобразил на рисунке «Мадонна, королева ангелов», хранящемся в Лувре; также на этом рисунке отмечается и сходство образов персонажей с картиной. Повторно колоннаду Приматиччо показал на рисунке «Поклонение пастухов» из собрания Государственных музеев в Берлине. Ведущий научный сотрудник отдела западноевропейского искусства Эрмитажа Т. К. Кустодиева, описывая картину, отмечала по поводу архитектурных деталей:

...реальные формы так переработаны и переделаны столь прихотливо, что кажутся лишёнными какой бы то ни было конструктивной логики. В своей причудливости архитектура в той же мере нереальна, что и холодные лучи, окружающие мадонну и младенца в картине Россо Фьорентино.

Картина была выкуплена императрицей Екатериной II вместе со всей коллекцией барона Луи Антуана Кроза в 1772 году и с тех пор непрерывно состояла в собрании живописи Эрмитажа. Выставляется в Большом (Старом) Эрмитаже в зале 216.
Как и многие произведения итальянских художников эпохи Возрождения, эта картина не избежала серьёзных проблем с установлением авторства. При покупке картина считалась произведением Пармиджанино, но в Эрмитажном каталоге 1889 года автором назван Понтормо; в 1900 году было определено авторство Якопо Дзангиди (Бертойи). В Научной библиотеке Эрмитажа имеется каталог коллекции 1909 года, на полях которого рукой главного хранителя картинной галереи Эрмитажа Э. К. Липгарта сделана пометка, что по мнению итальянского исследователя К. Риччи автором является Пеллегрино Тибальди и с 1911 года картина официально значилась под его именем. Однако вставал вопрос о датировке картины, поскольку в начале 1540-х годов Бертойя ещё не родился (он родился лишь в 1544 году), а Тибальди был слишком молод (родился в 1527 году).
Впервые гипотеза об авторстве Приматиччо была высказана в 1945 году итальянским историком искусства Джулиано Бриганти, его мнение поддержали ряд европейских исследователей. В 1969 году сотрудниками Лувра эта картина была идентифицирована как работа Приматиччо «Нотр Дам де Булонь», которая в 1606 году находилась в коллекции французского придворного де Мема; по их же мнению это косвенно подтверждает и то, что картина была создана Приматиччо во Франции в 1541—1543 годах. В 1972—1973 годах картина выставлялась в Лувре на временной выставке, и тогда же был проведён сравнительный анализ с другими известными произведениями Приматиччо (кроме упомянутых собственноручных рисунков Приматиччо в Париже и Берлине): была установлена стилистическая близость между эрмитажной картиной и гравюрой Дж. Гизи «Обручение Св. Екатерины», выполненной с утраченного произведения Приматиччо. С тех пор считается, что авторство Приматиччо бесспорно.